# Beaver Creek Airport (flygplats i Kanada)
Beaver Creek Airport är en flygplats i Kanada.   Den ligger i territoriet Yukon, i den västra delen av landet, 4 400 km väster om huvudstaden Ottawa. Beaver Creek Airport ligger 649 meter över havet. Närmaste större samhälle är Beaver Creek, 3,2 km söder om Beaver Creek Airport.